# Federazione pallavolistica della Francia
La Federazione francese di pallavolo (fra. Fédération française de volley-ball, FFVB) è un'organizzazione fondata nel 1936 per governare la pratica della pallavolo in Francia.
Organizza il campionato maschile e femminile, e pone sotto la propria egida la nazionale maschile e femminile.
Ha aderito alla FIVB nel 1947.